# FINAL DISTANCE
《FINAL DISTANCE》（最後距離）是宇多田光於2001年7月25日發行的第八張單曲，累計銷量58萬張。

## 簡介
- 本單曲為專輯《Distance》裡的同名曲重新編曲後的重發單曲，專輯的黑膠唱片版本亦於同日發行。
- 本來是預定收錄《DISTANCE》的原版本、再加上其混音版本的重發單曲，但在其本人希望挑戰新混音（編曲）的情況下改為製作了重新編曲後的慢板作品《FINAL DISTANCE》。
- 本單曲亦再次收錄原版本《DISTANCE》及其混音版本。
- 本作發行後，宇多田光單曲總銷量正式突破1000萬張，距離其出道歷時僅2年8個月。
- 歌曲的音樂錄像帶由其前夫紀里谷和明（當時還沒結婚）拍攝，為他首次拍攝宇多田光的音樂錄像帶。

## 紀念
2001年6月8日，日本了發生震驚全國的附屬池田小學事件，這次殺人事件共造成23名師生傷亡。6月10日，在錄音室進行歌曲第二天錄音的宇多田光從父親得知這件驚人的事件，而且其中一名不幸喪生的小女孩山下玲奈是其歌迷，亦在日誌中多次提到對她的欣賞。宇多田光本人對此事百感交集：「真的感到很遺憾跟悲傷，想了很多有甚麼自己能夠做的... 當下就決定了把這首製作中的歌曲獻給她。（然後當然也獻給被直接捲入事件中的所有人們...）」其後亦於歌曲的CD上獻上追悼感言。2004年，歌曲被收錄在日本高中音樂教科書中，成為高中生必修的其中一首歌曲。

## 曲目
| 曲序 | 曲目                          | 編曲                                   | 时长 |
| ---- | ----------------------------- | -------------------------------------- | ---- |
| 1.   | FINAL DISTANCE                | 河野圭 & 宇多田光 齋藤Neko（弦樂編排） | 5:40 |
| 2.   | DISTANCE -PLANITb Remix-      | 羅素·麥克納馬拉                        | 6:15 |
| 3.   | DISTANCE -M-Flo Remix-        | 河野圭（弦樂編排）                     | 5:56 |
| 4.   | DISTANCE                      | 河野圭、宇多田光                       | 5:42 |
| 5.   | DISTANCE -Original Karaoke-   |                                        | 5:41 |
| 6.   | FINAL DISTANCE -Instrumental- |                                        | 5:37 |

## 銷量
| 榜單                              | 最高排名 | 銷量    | 在榜時數 |
| --------------------------------- | -------- | ------- | -------- |
| Oricon週間單曲榜 (2001年8月第1週) | 2        | 225,860 | 13週     |
| Oricon月間單曲榜 (2001年8月)      | 3        | 455,510 | 13週     |
| Oricon年間單曲榜 (2001年)         | 24       | 582,120 | 13週     |
| Oricon累積銷量                    | —        | 582,120 | 13週     |

## 資料來源
1. ↑  . 世界真佛報. 2001-07-05  [2017-05-23]. （原始内容存档于2018-05-05） （中文）.
2. 1 2  . 體育日本. 2001-07-25  [2017-05-23]. （原始内容存档于2017-08-21） （日语）.
3. ↑  . 自由時報. 2003-04-10  [2017-05-23]. （原始内容存档于2018-01-12） （中文）.

## 外部連結
- 2001/06/21 できた — 2001年6月21日官方日誌